# Rafael Pérez Pareja

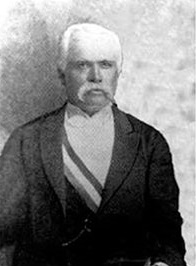
Rafael Pérez Pareja

Rafael Pérez Pareja (gestorven 1897) was een Ecuadoraans politicus. 
Rafael Pérez nam actief deel aan de opstand tegen dictator Mario Ignacio de Veintemilla (januari 1883) en maakte daarna deel uit van de interim-regering (9 juli 1883-11 oktober 1883). Op 15 oktober 1883 werd hij aangesteld als interim-president; reeds op 23 oktober 1883 droeg hij de macht over aan democratisch gekozen president José María Plácido de Caamaño van de Partido Progresista.
Rafael Pérez was lid van de Partido Conservador Ecuatoriano.